# Blue Jeans (película)
Blue Jeans es una película erótica italiana del año 1975, protagonizada por Gloria Guida y Paolo Carlini. Esta fue dirigida por Mario Imperoli y escrita por Piero Regnoli y el mismo director. Se la llevó a cabo su estreno en el mismo año y obtuvo mucho éxito, en el cual se la recuerda en esta película a la actriz Gloria Guida quien había trabajado en películas eróticas anteriormente y después. El crítico de cine, Vittorio Spiga, se refirió esta película como una verdadera erótica, quien también criticó como un Cómic adulto que se nota en la verdadera exaltación en el notable trasero de la actriz protagónica.

## Sinopsis
Daniela Ansalmi es una hermosa joven, prostituta, de diecisiete años de edad, a la cual todos la llaman "Blue Jeans", por su jeans color azul que ella siempre utiliza. En la primera parte, ella camina por la ciudad mientras todos la miran, y ella decide seducir a un hombre que la llevaba en su auto, pero la policía los encuentra y se dan cuenta de que ella era una menor de edad, por lo cual al caballero lo encierran en la cárcel. Daniela no tiene un domicilio aclarado y por lo tanto su comportamiento es inapropiado, por el cual en la cárcel ella aclara que el Doctor Anselmo Carlini es su padre. El doctor Anselmo se niega ante ella, y dice que no es su padre, pero obligadamente él se la lleva con él para ocuparse de ella y hacerse cargo.

## Reparto
- Gloria Guida - Daniela Anselmi "Blue Jeans"
- Paolo Carlini - Dr. Carlo Anselmi
- Gianluigi Chirizzi - Sergio Prandi
- Annie Carol Edel - Marissa
- Mario Pisu - Mario Mauri
- Domenico Bua - Gianluigi
- Barbara Betti - Concetina
- Marco Tulli - Cliente de Daniela
- Rino Bulognesi
- Filippo Pernarella

## Banda sonora
| Canción          | Intérprete   | Año         |
| ---------------- | ------------ | ----------- |
| "Blue Jeans"     | Nico Fidenco | 1974 - 1975 |
| "The final step" | Nico Fidenco | 1975        |

## Ficha técnica
- País: Italia
- Dirección: Mario Imperolli

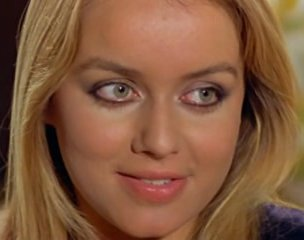
La actriz protagonista, Gloria Guida

- Guion: Piero Regnoli y Mario Imperolli
- Director de producción: Claudio Cumo
- Peinados: Claudia Schiff
- Operador: Enzo Tosi
- Asistente de operador: Alessandro Bastoni y Michele Picciaredda
- Microfonista: Luciano Muratoni
- Montaje: Sandro Lena
- Imagen: Letizia Callvani
- Música: Nico Fidenco
- Cámara: Luigi Filippo
- Asistente de cámara: Mariano Cafiero